# Hästgatasjöarna (Sävars socken, Västerbotten, 708544-173910)
Hästgatasjöarna är en sjö i Umeå kommun i Västerbotten och ingår i Dalkarlsån-Sävaråns kustområde. Hästgatasjöarna ligger i Ostnäs Natura 2000-område.